# Saarlouis (distrito)
Saarlouis é um distrito (kreis ou landkreis) da Alemanha localizado no estado do Sarre.

## Cidades e Municípios
| Cidades                             | Municípios                                                            |                                                                    |
| ----------------------------------- | --------------------------------------------------------------------- | ------------------------------------------------------------------ |
| 1. Saarlouis 2. Lebach 3. Dillingen | 1. Bous 2. Ensdorf 3. Nalbach 4. Rehlingen-Siersburg 5. Saarwellingen | 1. Schmelz 2. Schwalbach 3. Überherrn 4. Wadgassen 5. Wallerfangen |
|                                     |                                                                       |                                                                    |